# کوسارو
کوسارو شهری در شهرستان باگاسی در استان باله در بورکینافاسوی جنوبی است و جمعیت آن ۸۱۷ نفر است.